# Polycarpa molguloides
Polycarpa molguloides is een zakpijpensoort uit de familie van de Styelidae. De wetenschappelijke naam van de soort is voor het eerst geldig gepubliceerd in 1882 door Herdman.